# مقاومت (قطعه الکتریکی)
مقاومت (به انگلیسی: Resistor) نام یکی از قطعات الکتریکی و الکترونیکی دوپایه و کنش‌پذیر (مصرف‌کنندهٔ انرژی) است که به عنوان یکی از اجزای منفرد مدارهای الکترونیکی، مقاومت الکتریکی مورد نیاز را ایجاد و اعمال می‌کند. در این مدارها، از مقاومت برای کم کردن جریان، تنظیم سطح سیگنال‌ها، تقسیم ولتاژ یا موارد بسیار دیگری استفاده می‌شود. هنگامی که جریان الکتریکی از یک مقاومت عبور می‌کند، اختلاف ولتاژی براساس قانون اهم بین پایه‌های آن ایجاد می‌شود. شدت جریانی که از یک مقاومت عبور می‌کند، رابطهٔ مستقیمی با ولتا‍ژ دو سَر آن مقاومت دارد. این رابطه توسط قانون اهم این‌گونه نمایش داده می‌شود:
{\displaystyle I={\frac {V}{R}}}
در این معادله؛
- R: مقدار مقاومت الکتریکی قطعهٔ مقاوم در یکای اهم.
- V: اختلاف پتانسیل الکتریکی دو سر قطعهٔ مقاوم در یکای ولت.
- I: جریان الکتریکی عبوری از همان شیء در یکای آمپر است.

نسبت{\displaystyle {\frac {V}{I}}} نسبتی است که بین ولتاژ دو سر مقاومت؛ (V)، و شدت جریان عبوری از آن؛ (I) پیوسته وجود دارد، و مقدار مقاومت نامیده می‌شود. این نسبت در مقاومت‌های معمولی که با اندازه‌های مقدار مقاومت‌شان مشخص شده‌اند، می‌تواند ثابت (مستقل از ولتاژ) در نظر گرفته شود. اگر چه نوع دیگری از مقاومت‌ها هستند که به آن‌ها مقاومت‌های غیرخطی نیز گفته می‌شود که تحت شرایطی همچون ولتاژ و دما و نور مقدار آن‌ها تغییر می‌کند
مقاومت‌ها که اجزای بسیار متداولی را در شبکه‌های الکتریکی و مدارهای الکترونیکی تشکیل می‌دهند، در تجهیزات الکترونیکی بسیار کاربردی و پرشمار هستند. مقاومت‌های کاربردی متداول می‌توانند از ترکیبات و در اندازه و قیافه‌های متفاوت و همچنین به‌صورت سیم مقاومتی (سیمی که از جنس آلیاژی با مقاومت حرارتی بالا مانند آلیاژ نیکل و کروم باشد) ساخته شود. مقاومت‌ها در داخل تراشه‌ها هم به‌کار رفته‌اند؛ به‌ویژه در دستگاه‌های آنالوگ که مقاومت‌ها می‌توانند با مدار چاپی و مدار ترکیبی یک‌پارچه شوند.
کارکرد الکتریکی یک قطعهٔ مقاومت‌کننده با مقدار مقاومتی مشخص می‌شود که در یک مدار ایجاد می‌کند. مقاومت‌های عادی و تجاری با بیش از نُه مرتبه بزرگی ساخته می‌شود. (مقاومت‌های بسیار پائین نزدیک صفر و بسیار بالا نزدیک به بی‌نهایت مصرف تجاری ندارند) در یک طراحی الکترونیکی، مقدار اسمی یک مقاومت مقداری است که با توجه به تلرانس ساخت و تولید مقاومت‌ها در نظر گرفته شده‌است که مطابق با کاربرد ویژه و دقت مورد نیاز آن انتخاب می‌شود. ضریب دمایی میزان مقاومت هم ممکن است در برخی از برنامه‌های کاربردی دقیق در نظر گرفته شود. مقاومت‌های کاربردی همچنین از نظر ماکزیمم توان آن مشخص می‌شود تا از مصرف بیشتر از توان پیش‌بینی‌شده مقاومت و گرم شدن و اتلاف انرژی و نهایتاً از کار افتادن (سوختن) آن، جلوگیری کند. این نگرانی عمده‌ای در طراحی و برنامه‌های کاربردی الکترونیک است. مقاومت‌های با میزان توان بالا از لحاظ فیزیکی بزرگ‌تر هستند و ممکن است به گرماخور نیاز پیدا کنند. در مدارهای با ولتاژ بالا، لازم است که دقت و بررّسی بیش‌تری به حدّاکثر ولتاژی در نظر گرفته شود که می‌توان مقاوت را در آن به کار گرفت.
مقاومت‌های کاربردی یک القاوری سری و یک ظرفیت خازنی موازی کوچک دارند. این خصوصیات می‌تواند در کاربردهای آن با فرکانس بالا نقش مهمی را ایفاء کند. در یک تقویت‌کننده یا یک پیش تقویت‌کننده با نویز پایین، مشخصات نویز یک مقاومت ممکن است مسئله‌ساز باشد. القاوری ناخواسته، نویز بیش از حد و ضریب دمایی بسیار وابسته به فناوری استفاده شده در ساخت و تولید مقاومت کاربرد دارند. در حالت عادی، این عوامل برای خانوادهٔ خاصی از مقاومت‌های تولید شده برای استفادهٔ در یک فناوری خاص اختصاص می‌یابد. خانواده‌ای از مقاومت‌های مجزّا هم طبق فاکتور فرمشی به وجود آمده‌است که اندازهٔ دستگاه و موقعیت رساناها (یا هر دو) آن را متناسب با ساخت و تولید کاربردی مدارها در نظر می‌گیرد.

## واحدها

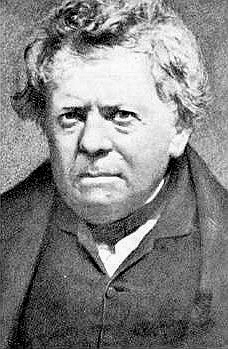
جرج سیمون اهم

اهم (نشان: اومگا) واحد دستگاه بین‌المللی یکاها میزان مقاومت الکتریکی است که به‌پاس خدمات جرج سیمون اهم این نام بر آن نهاده شده‌است. یک اهم معادل یک ولت بر آمپر است. چون‌که مقاومت‌ها در محدودهٔ مقادیر بسیار زیادی تولید می‌شود، واحدهای مشتق‌شده میلی اهم ( mΩ = 10-3Ω)، کیلواهم (kΩ = 103Ω)، و مگااهم (MΩ = 106 Ω) هم در حالت کلی برای اندازه‌گیری میزان مقاومت استفاده می‌شود.
میزان تقابل مقاومت R را رسانایی الکتریکی می‌نامند و با «G=1/R» نشان داده می‌شوند. واحد اندازه‌گیری آن زیمنس (یکا) (در واحددستگاه بین‌المللی یکاها) است ولی گاهی نیز از واحد قبلی آن یعنی زیمنس (یکا) استفاده می‌شود. زیمنس در تقابل با یک اُهم است.
اگرچه مفهوم ضریب هدایت اغلب در تحلیل مدار استفاده می‌شود، مقاومت‌های کاربردی همیشه در حیطهٔ میزان مقاومت آن‌ها (اهم) نسبت به ضریب هدایت ارزیابی می‌شود.

## عوامل مؤثر بر مقاومت

### تأثیر جنس طول و مساحت (سطح مقطع)
مقدار مقاومت به اختلاف پتانسیل و جریان عبوری وابسته نیست، بلکه به جنس و شکل ماده بستگی دارد؛ مثلاً، برای محاسبهٔ مقاومت یک سیم از رابطهٔ زیر استفاده می‌شود:
که در آن:
- R: مقاومت بر حسب اهم (Ω)
- ρ: مقاومت مخصوص سیم بر حسب اهم در متر (Ω.m)
- l: طول سیم بر حسب m
- A: سطح مقطع سیم برحسب متر مربع (m^2)

### اثر دما بر مقاومت
در رساناها، بالارفتن دما سبب افزایش مقاومت می‌شود ولی مقاومتِ نیم‌رساناها در دمای بالاتر کاهش می‌یابد.
در رابطهٔ زیر اثر دما بر مقاومت نشان داده شده‌است:
که در آن:
- آلفا: ضریب دمایی مقاومت
- ρ۰: مقاومت مخصوص قبلی سیم بر حسب اهم در متر (Ω.m)
- ρ: مقاومت مخصوص جدید سیم بر حسب اهم در متر (Ω.m)

و طبق دو فرمول بالا داریم:

## به‌هم بستن مقاومت‌ها
- در مدارهای الکتریکی و الکترونیکی هرگاه چند مقاومت به‌صورت موازی یا سَری با هم قرار گیرند، مقدار کلّ مقاومت اعمال شده توسط آن چند مقاومت کاهش یا افزایش خواهد یافت.
- مقدار مقاومتی که مقاومت‌های با هم موازی‌شده ایجاد می‌کنند، برابر با وارون ضربیِ مجموع وارون ضربی‌های آن مقاومت‌هاست.
- مقدار مقاومتی که مقاومت‌های با هم سری‌شده ایجاد می‌کنند، برابر با مجموع مقدار مقاومت تک‌تک آن‌هاست.
- در یک شبکهٔ مقاومت که مقاومت‌ها به صورت ترکیبی از سری و موازی قرارگرفته‌اند، برای محاسبهٔ مقدار مقاومت شبکه می‌توان قسمت‌های کوچک‌تر موازی و سری را محاسبه کرده و سپس نتیجه‌ها را با هم جمع کرد.

### مقاومت به‌صورت موازی
وقتی مقاومت‌ها را به‌صورت موازی قرار می‌دهیم، متفاوت از سری به‌طور کلی رفتار می‌کنند. اگر یک مقاومت دارید که مقدار مشخصی دارد و مقاومت‌های دیگر آن به‌صورت موازی قرار دارد، مقاومت کل کم‌تر می‌شود. مقاومت‌ها در یک ساختاربندی موازی دارای اختلاف پتانسیل (ولتاژ) یک‌سان هستند و جریانی که از آن‌ها عبور می‌کند، با هم جمع می‌شود. رسانایی الکتریکی مقاومت‌ها برای تعیین میزان رسانایی شبکه با هم جمع می‌شود؛ بنابراین مقاومتِ معادل (Req) موجود در شبکه قابل‌محاسبه است:
{\displaystyle {\frac {1}{R_{\text{eq}}}}={\frac {1}{R_{1}}}+{\frac {1}{R_{2}}}+\cdots +{\frac {1}{R_{n}}}}

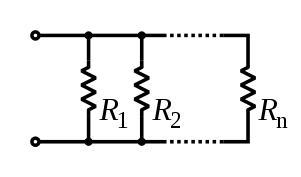
تعدادی مقاومت که به صورت موازی بسته شده‌اند.

میزان مقاومت معادل موازی را می‌توان در معادلات، با دو خط عمودی "||" (مانند هندسه) به عنوان یک نماد ساده نمایش داد. بعضی اوقات در موردی که صفحه کلید فاقد نشانهٔ خط عمودی است، از دو خط مورب "//%22 به جای "||" استفاده می‌شود. در این مورد، دو مقاومت موازی با فرمول زیر قابل‌محاسبه هست:
{\displaystyle R_{\text{eq}}=R_{1}\|R_{2}={\frac {R_{1}R_{2}}{R_{1}+R_{2}}}}
در حالت خاص، میزان مقاومت N مقاومت متصّل‌شده که به‌طور موازی از میزان مقاومت یک‌سان «R» هستند، با «R/N» نمایش داده می‌شود.

### مقاومت به‌صورت سری
در ساختاربندی به‌صورت سری جریان عبوری از تمام مقاومت‌ها یک‌سان است، ولی ولتاژ دو سَر هر مقاومت به‌میزان مقاومت آن وابسته است. اختلاف پتانسیل (ولتاژ) هنگام عبور از شبکه برابر مجموع آن ولتاژهاست؛ بنابراین میزان مقاومت کلّی می‌تواند از حاصل جمع آن مقاومت‌ها به‌دست آید:
{\displaystyle R_{\text{eq}}=R_{1}+R_{2}+\cdots +R_{n}}

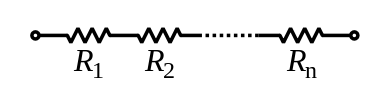
تعدادی مقاومت که به صورت سری بسته شده‌اند.

در حالت خاص، میزان مقاومت N مقاومت اتصال‌یافته که به‌طور سری هر کدام با میزان مقاومت یک‌سان «R» هستند، با «NR» نمایش داده می‌شود.

### ترکیب مقاومت‌های سری و موازی
یک شبکهٔ مقاومت که ترکیبی از اتّصالات سَری و موازی می‌تواند به قسمت‌های کوچک‌تر، موازی و سری شکسته شود؛ مثلاً:
{\displaystyle R_{\text{eq}}=(R_{1}\|R_{2})+R_{3}={\frac {R_{1}R_{2}}{R_{1}+R_{2}}}+R_{3}}

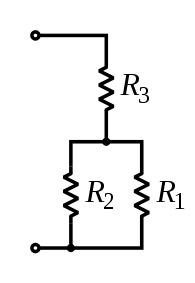
اتّصال سَری و موازی تعدادی مقاومت.

با این‌حال، در این روش بعضی از شبکه‌های مختلط مقاومت نمی‌توانند برای تحلیل مدار پیچیده‌تری بررّسی شود که نیاز است؛ مثلاً، مکعبی را بررسی کنید که هر ضلع آن با مقاومتی جایگزین شود. در این صورت، میزان مقاومت قابل‌اندازه‌گیری میان دو رأس مختلف چه‌قدر است؟ در مورد ۱۲مقاومت معادل، می‌توان نشان داد که میزان مقاومت گوشه‌به‌گوشه، ۵/۶ میزان خود مقاومت است. در حالت کلّی‌تر، تبدیل ستاره مثلث یا روش‌های ماتریسی می‌تواند برای حل چنین مسئله‌ای استفاده شود.
درحالت کلّی، کاربرد عملی این روابط در میزان غیر استاندارد اندازهٔ مقاومت در حالت سَری یا موازی می‌تواند با اتصال به تعدادی از مقادیرِ استاندارد ترکیب شود. این مورد هم‌چنین برای به‌دست آوردن یک متغیّر با میزان توان بالاتری از آنچه که خود مقاومت‌ها استفاده کرده‌اند، به‌کار رود. در مورد خاص، «N» مقاومت یک‌سان که همگی به‌طور سری یا به‌طور موازی به هم متصّل‌اند، میزان توان خود مقاومت با ضرب در «N» نتیجه می‌شود.

## نماد و نشانه‌های الکترونیکی
نشانهٔ استفاده‌شده برای یک مقاومت در دیاگرام مداری استاندارد به استاندارد و کشوربه‌کشور متفاوت است. دو نوع از آن در زیر قابل‌رؤیت هست.

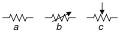
نشانه‌ها به سبک آمریکایی. (a) مقاومت، (b) رئوستات (مقاومتی متفاوت) و (c) پتانسیومتر

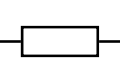
نشانهٔ مقاومت به سبک IEC

نماد برای بیان میزان مقاومت در دیاگرام مداری متفاوت است. نماد اروپایی استفادهٔ از یک ممیز را مجاز نمی‌داند و ممیز را با نشان پیش‌وندی «SI» برای یک مقدار خاص جایگزین می‌کند؛ مثلاً، «8k2» در دیاگرام مداری، مقدار مقاومت kΩ ۸٫۲ را نشان می‌دهد. صفرهای اضافی تلرانس بیش‌تری را مانند «15M0» نشان می‌دهد. زمانی‌که این مقدار بدون نیاز به پیشوند «SI» توضیح داده شود، از یک 'R' به‌جای ممیز استفاده می‌شود؛ مثلاً 1R2» ،۱٫۲ Ω» و 18R، ۱۸ Ω را نشان می‌دهد. استفاده از یک نشان پیشوندی «SI» یا حرف 'R' در مسئله‌ای که ممیز قابل صرف نظر کردن است هنگام کپی‌برداری از یک دیاگرام مدار چاپّی رخ می‌دهد.

## نظریه عمل‌کرد

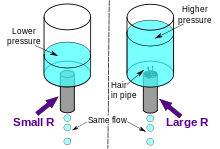

قیاس هیدرولیک جریان الکتریکی جاری در مدارها را با آب جاری در لوله‌ها مقایسه می‌کند. زمانی‌که یک لوله (چپ) پر از مو (راست) می‌شود، برای برقراری جریان مجددّ آب، فشار بیش‌تری وارد می‌شود. افزایش فشار جریان الکتریکی با میزان مقاومت بیش‌تر شبیه فشار آوردن بر آبی در لوله است که با مو گرفته شده‌است. افزایش فشار(افت ولتاژ) برای ایجاد جریان قبلی (جریان الکتریکی) نیاز است.

## قانون اهم
رفتار یک مقاومت ایدئال توسط رابطه‌ای بررسی می‌شود که به قانون اهم معروف است:
{\displaystyle V=I\cdot R}
قانون اهم نشان می‌دهد که ولتاژ (V) عبوری از یک مقاومت رابطه‌ای مستقیم با جریان (I) و هم‌چنین میزان مقاومت (R) دارد که جریان (I) در آن برقرار است.
به‌طور معادل، قانون اُهم می‌تواند به صورت زیر نشان داده شود:
{\displaystyle I={\frac {V}{R}}}
فرمول‌بندی بر اساس این‌که جریان (I) رابطه مستقیم با ولتاژ (V) و رابطهٔ عکس با میزان مقاومتی (R) دارد که انجام می‌شود. این مستقیماً در محاسبات کاربردی استفاده می‌شود؛ مثلاً، اگر یک مقاومت ۳۰۰ اهمی به دوسَر یک باتری ۱۲ ولتی متصل شود، جریان ۱۲ / ۳۰۰ = ۰٫۰۴ آمپری (یا ۴۰ میلی‌آمپری) در آن مقاومت ایجاد می‌شود.

## اتلاف توان
توان P تلف‌شده توسط یک مقاومت بدین صورت محاسبه می‌شود:
{\displaystyle P=I^{2}\cdot R=I\cdot V={\frac {V^{2}}{R}}}
که در آن:
- R: مقاومت بر حسب اهم (Ω)
- I: جریان برحسب آمپر(A)
- V: ولتاژ برحسب ولت (V)

فرمول اول همان قانون اول ژول است. با استفاده از قانون اهم، دو فرمول دیگر قابل‌اثبات است.
میزان کلّی انرژی گرمایی انتشاریافته طی یک بازهٔ زمانی از روی انتگرال توان بر بازهٔ زمان قابل‌تعیین می‌شود:
{\displaystyle W=\int _{t_{1}}^{t_{2}}v(t)i(t)\,dt}
که در آن:
- {\displaystyle W}: توان برحسب وات (W)
- {\displaystyle i(t)}: جریان در زمان t برحسب آمپر (A)
- {\displaystyle v(t)}: ولتاژ در زمان t برحسب ولت (V)

مقاومت‌ها مطابق اتلاف توان ماکزیممشان ارزیابی می‌شود. مقاومت‌های مجزّا در سیستم‌های الکترونیکی جامد، کم‌تر از یک وات توان الکتریکی را جذب می‌کنند و هیچ دقتی برای میزان توان آن‌ها نیاز نیست. چنین مقاومت‌هایی در فرم مجزّایشان که شامل بیش‌ترین بسته‌ها است به شرح زیر است و به‌طور معمول دارای مقادیر ۱/۱۰، ۱/۸ یا ۱/۴ وات هستند.
به‌طور کلّی، مقاومت‌هایی که نیاز به اتلاف مقدار قابل‌توجه از توان را دارند، در حالات خاص مانند منابع تغذیه، مدارهای تبدیل توان و تقویت‌کننده‌های توان به عنوان مقاومت‌های توان شناخته می‌شود. این نام‌گذاری با کاربرد مقاومت‌ها به میزان توان ۱ وات یا بیش‌تر رابطه‌ای ندارد. مقاومت‌های توان از لحاظ فیزیکی بزرگ‌تر هستند و ممکن است برای مقادیر مقدّم، کدهای رنگی و بسته‌های خارجی زیر استفاده نشود.
اگر میانگین توان تلف‌شده توسط یک مقاومت بیش‌تر از میزان توان آن باشد، با تغییر دائمی میزان مقاومت ممکن است به مقاومت آسیب وارد شود. این مورد از وارونگی در میزان مقاومت با توجه به ضریب دمایی آن در زمان گرم شدن مجزاست.
اتلاف توان بیش از اندازه ممکن است دمای مقاومت را به نقطه‌ای برساند که فیبر مدار یا قسمت‌های مجاور بسوزَد ویا حتی باعث آتش‌سوزی شود. مقاومت‌های ضد حریقی موجود هستند که از داغ شدن بیش از حد آن‌ها به‌طور خطرناک (با بازکردن مدار) جلوگیری می‌کنند.
چون احتمال بروز گردش هوای مه‌آلود، ارتفاع زیاد یا درجهٔ حرارت بالا وجود دارد، مقاومت‌ها با میزان اتلاف بالاتری از آنچه برای کاربردهای دیگر معمول است در نظر گرفته می‌شوند.
بعضی از انواع مقاومت و درجه‌بندی‌ها نیز ممکن است میزان ولتاژ ماکزیمم را داشته باشند. این احتمال وجود دارد که اتلاف توان به میزان مقاومت‌های بالاتر محدود شود.

## ساختار

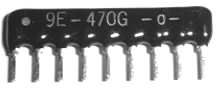
یک رشته در خط، با مقاومت (SIL) با تعداد ۸ مقاومت ۴۷ اهمی، قابل قرار گرفتن در بسته‌است. یک سر هر مقاومت به یک پین مجزّا اتصال داده می‌شود و دیگر سرها همگی به همدیگر، برای pin – pin 1 باقی‌مانده (در حالت کلی)، در انتهای محل تعیین‌شده توسط نقطهٔ سفید قرارگرفته و متصل می‌شود.

### ترکیب رساناها

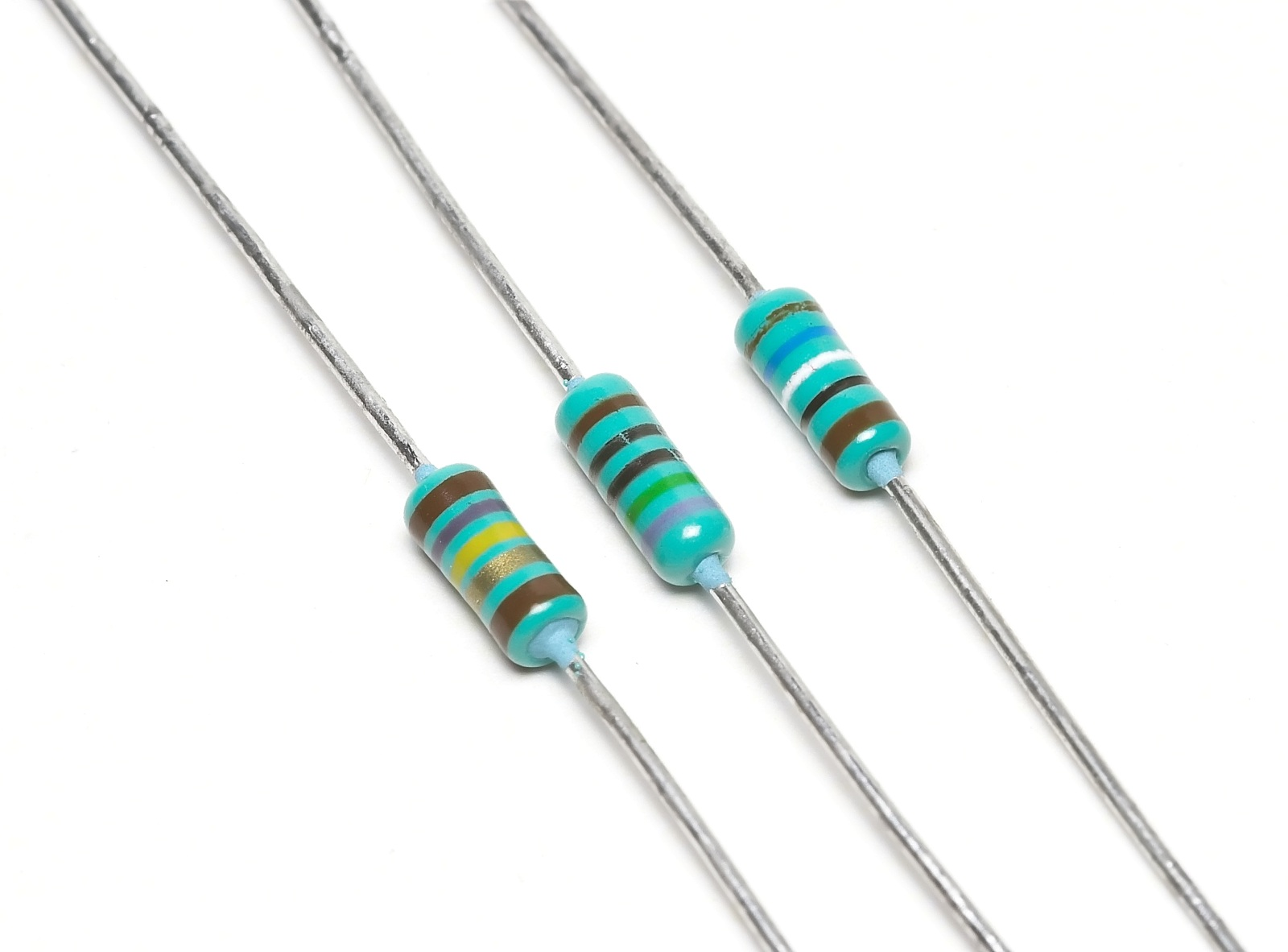
مقاومت‌ها با رسانا

مؤلفه‌های عبور از سوراخ به‌طور معمول دارای رساناهای رد شده از بدنه به‌طور محوری هستند. بقیهٔ آن‌ها دارای رساناهای خارج‌شده از بدنه هستند که در عوض موازی بودن با محور مقاومت به‌طور شعاعی هستند. دیگر مؤلفه‌ها ممکن است فناوری نصب سطحی (SMT) باشد که در مقاومت‌هایی با توان بالا به احتمال این‌که یکی از رساناها به صورت گرماخور قابل‌طراحی باشد، به وجود می‌آید.

### ترکیب‌کربنی

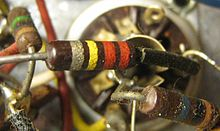
سه مقاومت کربنی ترکیبی در سوپاپ (لوله خلأ)، رادیو ۱۹۶۰

مقاومت‌های ترکیب کربنی شامل عنصر مقاومتی استوانه‌ای جامد با رساناهای سیمی جاسازی‌شده و درپوش تَه‌فلزی برای الحاق سیم‌های رسانا در نظر گرفته می‌شود. بدنهٔ مقاومت با رنگ یا پلاستیک محافظت می‌شود. در قرن بیستم، مقاومت‌های تَرکیب‌کربنی بدنه‌ها را لخت‌کرده بودند. سیم‌های رسانا حول دو سَرمیله مقاومت و اتّصال پیچیده می‌شد. مقاومت تکمیل‌شده با رنگ کدگذاری نسبت به مقدارش رنگ آمیزی می‌شد.
عنصر مقاومت از مخلوط خرده‌ها (پودر) کربن و مواد عایق (مانند سرامیک) ساخته می‌شود. یک چسب این مخلوط را به‌هم می‌گیرد. میزان مقاومت توسط نسبت مواد متراکم (پودر سرامیک) به کربن تعیین می‌شود. غلظت‌های بالای کربن و یک رسانای خوب میزان مقاومت پایین‌تری را نتیجه خواهد داد.
در سال ۱۹۶۰، مقاومت‌های ترکیب کربن در حالت کلی و بعد از آن استفاده می‌شد، ولی در حال حاضر محبوبیت چندان زیادی برای استفادهٔ عمومی به عنوان نوع دیگری که دارای خصوصیات بهتری مانند تلرانس، وابستگی ولتاژ و فشار (مقاومت‌های ترکیب کربن، زمانی‌که ولتاژ بالایی بر آن‌ها وارد شود، تغییر خواهند یافت) وجود ندارد.
به‌علاوه اگر رطوبت داخلی (حاصل از پدیدار شدن در دوره‌ای از زمان برای یک محیط مرطوب) قابل‌توجه باشد، حرارت لحیم کاری، تغییر غیرقابل‌بازگشتی در مقدار مقاومت به وجود خواهد آورد.
مقاومت‌های ترکیب کربنی دارای پایداری ضعیفی در طول زمان هستند و در کارخانه به همین نحو از بهترین تا تنها ۵٪ تلرانس طبقه‌بندی می‌شود. به‌هرحال این مقاومت‌ها اگر هرگز به ولتاژ بالا یا حرارت بالا نمی‌رسید، مطمئناً به‌طور قابل ملاحظه‌ای در اندازهٔ مؤلفهٔ مؤثر بودند.
آن‌ها هنوز در دسترس هستند، ولی در مقایسه بسیار پرهزینه هستند. مقادیر در محدودهٔ یک اهم تا ۲۲مگااهم هستند. به‌علّت قیمت بالا، این مقاومت‌ها دارای هیچ استفادهٔ دیگری نیستند. به‌هرحال مقاومت‌های کربن برای ذخیرهٔ توان و کنترل‌های جوش‌کاری استفاده می‌شود.

### پیل‌کربنی
یک مقاومت پیل‌کربنی از یک رشته صفحهٔ کربنی‌فشردهٔ میان دو صفحهٔ فلزی ساخته می‌شود. با تنظیم فشار بسته، مقاومت میان صفحه‌های فلزی تغییر می‌کند. این مقاومت‌ها زمانی استفاده می‌شود که یک بار الکتریکی قابل‌تنظیم نیاز است، مانند امتحان باتری‌های خودرو یا فرستندهٔ رادیو. یک مقاومت پیل‌کربنی نیز می‌تواند برای کنترل سریع موتورهای کوچک در لوازم خانگی (ماشین‌های بافندگی و میکسرهای دستی) در درجه‌های بالا با چندصد وات استفاده شود. یک مقاومت پیل‌کربنی توانایی کنترل تنظیمات ولتاژ خودکار مولّدهای پیل‌کربنی میدان جاری محافظ نسبت به ولتاژ را دارد. این قاعده هم‌چنین در میکروفون کربنی به‌کار برده می‌شود.

### نوار کربنی

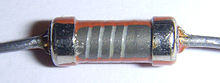
مقاومت لایهٔ کربنی TR-212 1 kΩ

یک لایهٔ کربنی روی یک لایهٔ عایق گذاشته می‌شود و مارپیچی در آن برای طراحی یک مسیر مقاومتی باریک و طولانی بریده می‌شود. با تغییر شکل، همراه با مقاومت کربن غیر متبلور (در حد μΩ m 500 تا μΩ m 800) می‌تواند مقدار تفاوت مقاومت‌ها را نشان دهد. مقاومت‌های لایهٔ کربنی میزان توانی در حدود ۰٫۱۲۵ وات تا ۵ وات را در دمای °۷۰ سانتی‌گراد نشان می‌دهد.
مقاومت‌ها از ۱ اهم تا ۱۰ مگا اهم در دسترس هستند. مقاومت لایهٔ کربنی دارای دمایی از −۵۵ °C تا ۱۵۵ °C دارند. این مقاومت دارای ماکزیمم ولتا‍ژ ۲۰۰ تا ۶۰۰ ولت هستند. مقاومت‌های نوار کربنی خاص در زمان نیاز به ثبات پالس بالا استفاده می‌شود.

### مقاومت آجری
نوع دیگری از مقاومت‌ها که معمولاً رنگ سفیدی دارند به مقاومت آجری یا گچی معروف هستند و در ۲ نوع مقدار دقیق و قدرت ساخته می‌شوند، البته عمده استفاده از این مقاومت‌ها در مصارف قدرت می‌باشد که انواع آن از حداقل ۲ وات تا ۲۵۰ وات ساخته می‌شود هدف از این نوع مقاومت‌ها تولید جریان‌های بایاس بالا و البته دقیق است.
از نظر ظاهری این مقاومت‌ها از ۲ طرف سیمی و سطح مقطع مربع یا مستطیل سفید رنگ و مکعبی که درون یک محفظه سیمانی قرار دارد و از این رو که شبیه آجر ساختمانی است به آن مقاومت آجری می‌گویند.
مقاومت‌های آجری از آنجا که توان بالایی را می‌توانند متحمل شوند پس ممکن است اتلاف گرمای قابل توجهی هم تولید کنند که محفظه سفالی داخل آن به خوبی از آسیب دیدن یا داغ شدن سایر قطعات مدار جلوگیری کند.

### مقاومت کربنی چاپ

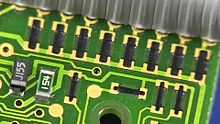
مقاومت کربنی می‌تواند به‌طور مستقیم روی پد «SMD» روی یک «PCB» چاپ شود. درسال ۱۹۸۹، طبق فهرست سازمان Psion II.

مقاومت‌های ترکیب‌کربنی مستقیماً می‌توانند روی لایه‌های فیبر مدار چاپی (PCB) به عنوان قسمتی از فرایند تولید «PCB» چاپ شود. درحالی که این تکنیک روی مقیاس‌های «PCB» ترکیبی فراگیرتر است و توانایی استفادهٔ روی فایبرگلاس استاندارد «PCBs» را داراست. تلرانس به‌طور معمول بسیار زیاد است و می‌تواند به مقدار ۳۰٪ باشد. نوعی کاربرد از مقاومت‌های غیرحسّاس بالاکش را نشان خواهد داد.

## تلف مقاومتی
هنگامی‌که جریان الکتریکی I از جسمی با مقاومت R عبور می‌کند، انرژی الکتریکی (توان) به گرما تبدیل می‌شود. توان گرمایی تولیدشده از رابطهٔ زیر به‌دست می‌آید:
{\displaystyle P={I^{2}\cdot R}\,}
در این معادله:
- P:توان تلف‌شده در شیء در واحد وات.
- I:جریان الکتریکی عبوری از شیء در واحد آمپر.
- R:مقاومت شیء به اهم.

این تبدیل انرژی در کاربردهایی مثل روشنایی و گرمادِهی الکتریکی مفید است، ولی در کاربردهای دیگری مثل انتقال انرژی اتلاف محسوب می‌شود. به‌طور ایدئال، رساناهایی که برای اتّصال افزاره‌های الکتریکی استفاده می‌شود، باید مقاومت الکتریکی صفر داشته باشد، ولی در واقعیت فقط ابررساناها به این ایدئال می‌رسند. راه‌های مرسوم برای مقابله با اتلاف مقاومتی در رساناها استفاده از سیم‌های ضخیم‌تر و ولتاژهای بالاست.

## انواع مقاومت از نظر کاربرد

### ۱-مقاومت مقدار ثابت (Fixed Resistors)
این مقاومت‌ها به گونه‌ای طراحی شدند که با تغییر شرایط فیزیکی و محیطی مقدار آن تغییر نمی‌کند.

### ۲-مقاومت متغیر (Variable Resistors)
مقاومت‌های هستند که با توجه به نوع طراحی آنها و تغییر شرایطی که برای آنها تعریف شده‌است، تغییر می‌کنند.

#### انواع مقاومت‌های متغیر

##### پتانسیومتر
مقاومتی است که به صورت فیزیکی تغییر می‌کنند؛ مانند یک پیچ.

##### وی‌دی‌آر(Voltage Dependent Resistor)
مقاومتی است که با تغییرات ولتاژ دو سر مقاومت رابطه معکوس دارد.

##### مقاومت نوریال‌دی‌آر (Light Dependent Resistor)
مقاومتی است که با افزایش نور محیط، مقدار آن کاهش می‌یابد و مهم‌ترین کاربرد آن در فتوسل می‌باشد.

##### پی‌تی‌سی (Positive Temperature Coefficient)
این مقاومت با دما رابطه مستقیم دارد، یعنی با افزایش دما مقدارش افزایش می‌یابد

##### اِن‌تی‌سی (Negative Temperature Coefficient)
این مقاومت با دما رابطه عکس دارد، یعنی با افزایش دما مقدارش کاهش می‌یابد.

##### ام‌دی‌آر(Magnetic Dependent Resistor)
مقدار این مقاومت با افزایش میدان مغناطیسی افزایش می‌یابد.

## نگارخانه
